# Andrônico Paleólogo (final do século XII)
Andrônico Paleólogo (em grego: Ἀνδρόνικος Παλαιολόγος; fl. 1185–91) foi um general e aristocrata bizantino ativo no final do século XII. Muito pouco se sabe sobre ele. É mencionado pela primeira vez em 1185, como um dos generais enviados sob o comando geral de Aleixo Gido para auxiliar a cidade de Salonica, que estava sendo sitiada pelos normandos. É então registrado pela última vez nos atos dum sínodo realizado em 1191, onde é mencionado como mantendo o posto de protosebasto hipértato e como um parente por casamento do imperador reinante Isaque II Ângelo. O estudioso Miguel Glicas endereçou-lhe uma curta homilia.